# Jorge Ureña
Jorge Ureña Andreu  (* 8. října 1993) je španělský atlet, který v roce 2019 získal zlatou medaili v sedmiboji na halovém ME.

## Kariéra
V roce 2015 obsadil na halovém mistrovství Evropy v sedmiboji sedmé místo. O dva roky později v této disciplíně v Bělehradě skončil druhý. Největším úspěchem se pro něj stalo vítězství v halovém sedmiboji na evropském šampionátu v Glasgow v březnu 2019.

## Osobní rekordy
- Desetiboj 8125 b.
- Sedmiboj 6249 b.